# A Confissão (romance)
A Confissão é um romance literário brasileiro escrito pelo professor e roteirista Flávio Carneiro e lançado em 2006. Esta obra descreve o vampirismo de maneira inesperada, a partir de relatos pessoais do narrador vampiro de suas experiências passas com componentes essenciais à transgressão e à culpa.
Obra importante do pós-modernismo, é um romance fantástico-alegórico que contrapõe realidade, sanidade e loucura. A alegoria utilizada na estória é a concretização, a partir das imagens construídas em paralelo com os relatos. O narrador-personagem, cronologicamente, perde seu medo e descreve como se sente como um vampiro, o qual mantém relações sexuais para sugar a alma de mulheres.

## Enredo
Narrado em primeira pessoa, a trama começa com um pedido de desculpas a uma mulher por tê-la sequestrada de maneira brutal e não gentil. Em seguida, ele faz diversas perguntas, interrogando-a sobre o que ela acredita que ele é e por que foi forjada a sentar em uma poltrona e ficar parada. A princípio, Emma não o responde e, amarrada, escuta suas histórias de amor, medo e suspense atenciosamente.
| “ | O líquido se espalhando feito um rio pela toalha de linho branco, como se fosse sangue sobre uma pele branca, e era sangue o que saía da pele de Emma, eu me aproximei, levei sua mão à minha boca e bebi cada gota daquele sangue, ele me arrastava — o sangue ou o amor? — no seu curso violento, sem volta, sem saída [...] Não interessa se a senhora não disse nada, eu sei que não disse nada, não sou nenhum maluco, a senhora não disse mas pensou, vi pelo seu rosto, pela expressão do seu rosto pude perceber claramente que a senhora pensou exatamente isso, e não gostei, e peço que retire já, agora, o que pensou sobre mim! | ” |

Do início ao fim da obra, não há diálogos e o narrador-personagem é quem conta minuciosamente todos os fatos relatados. Gradativamente, é descrita sua personalidade, e, ao longo do monólogo, descobre-se a verdadeira identidade do narrador — de um ladrão de livros, revela-se que é um vampiro que, ao fazer relações sexuais, suga a alma da mulher. Apesar de não ser evidenciado seu nome, família e características físicas, há um ritmo ágil na cronologia dos fatos, que simboliza a mente de um homem atormentado, solitário e culpado.

## Lançamento e repercussão
"A metamorfose sofrida pela personagem e o desfecho do livro descreve a perda do medo, o sentimento que protege as pessoas; por isso, sequestra a senhora: para resgatar uma característica humana. [São apresentadas] intrigas em que se evidencia o caráter autorreflexivo do narrador. Há, na composição do romance, a relativização da violência, ao justificar assassinatos e latrocínios.".

Universidade Federal de Goiás.
Sendo um dos romances mais repercutidos de Carneiro, foi lançado em 2006 pela editora goiana Kelps. Logo após o lançamento, houve diversas críticas positivas: a Editora Rocco analisou que "A Confissão é o relato labiríntico e entrecortado das muitas histórias que o narrador tem para contar. O leitor acompanha passo a passo as aventuras deste estranho sedutor, que parece querer ao mesmo tempo atrair e amedrontar a mulher que tem diante de si. O leitor também é capturado pela história do sequestrador, e acompanha com ansiedade o seu relato... é uma leitura surpreendente."
Além de sobrepor as características explícitas do romance, professores da Universidade Federal de Goiás interpretaram a capa original do livro: "Na composição da capa desse romance, a parte superior é vermelha e a inferior é em tons de cinza e, ao centro e no primeiro plano, há uma divisão de espaços com uma cadeira vazia. A correspondência dos elementos compositivos da capa, que reportam ao enredo do livro, dá-se pela instalação do confessionário, que remete à atitude do narrador." A crítica literária Juliana Ramos comentou que "o narrador não é o único vampiro, o próprio livro é um vampiro, nós o convidamos ao comprá-lo, somos seduzidos por ele (ele prende a nossa atenção) e sugados por ele (perdemos energia e tempo ao ler). E nós também somos vampiros, pois sugamos dos personagens as suas identidades (por diversas vezes nos sentimos como sendo [...] ou querendo ser protagonistas da história)."

### Prêmios e indicações
| Ano  | Prêmio            | Categoria | Resultado |
| ---- | ----------------- | --------- | --------- |
| 2006 | 48º Prêmio Jabuti | Romance   | Indicado  |